# قمة مجموعة العشرين الأولى 2008
قمة مجموعة العشرين الأولى 2008 عقدت في واشنطن دي سي تحت اسم قمة العشرين للمالية والأسواق والاقتصاد العالمي وهي نتيجة اجتماعات استمرت منذ 2000، سبقها اجتماعات وزارية. وكانت موافقة لحدوث الأزمة المالية 2007-2008. 

## القمة

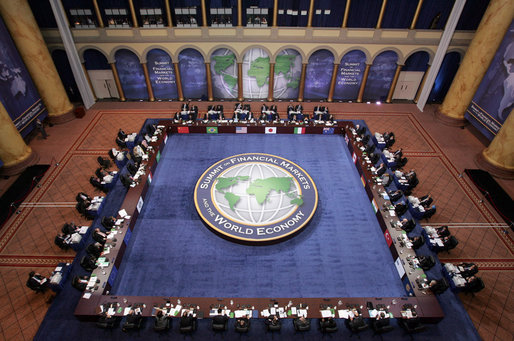
الدول المشاركة في القمة الاولى 2008 والتي تضم دول مجموعة الثمانية بالاضافة إلى 11 دولة والاتحار الاوروبي

الاجتماع الأول لمجموعة العشرين والأسواق المالية.

### المشاركون الأساسيون

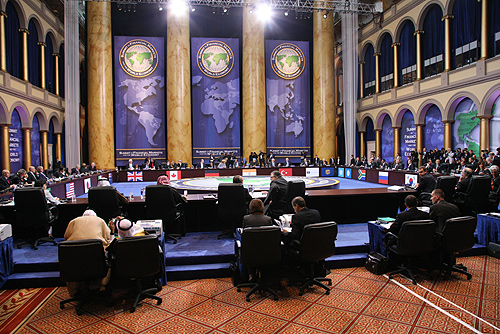

| الأعضاء الأسياسيين لمجموعة العشرين الدولة المضيفة مُشار إليها بالنص العريض. |                           |                             |             |
| الدولة                                                                     | الدولة                    | الممثل                      | المنصب      |
| الأرجنتين                                                                  | الأرجنتين                 | كريستينا فرنانديز دي كيرشنر | الرئيس      |
| أستراليا                                                                   | أستراليا                  | كيفن رود                    | رئيس الوزرء |
| البرازيل                                                                   | البرازيل                  | لويس إيناسيو لولا دا سيلفا  | الرئيس      |
| كندا                                                                       | كندا                      | ستيفن هاربر                 | رئيس الوزرء |
| الصين                                                                      | الصين                     | هو جينتاو                   | الرئيس      |
| فرنسا                                                                      | فرنسا                     | نيكولا ساركوزي              | الرئيس      |
| ألمانيا                                                                    | ألمانيا                   | أنغيلا ميركل                | مستشارة     |
| الهند                                                                      | الهند                     | مانموهان سينغ               | رئيس الوزرء |
| إندونيسيا                                                                  | إندونيسيا                 | سوسيلو بامبانغ يودهويونو    | الرئيس      |
| إيطاليا                                                                    | إيطاليا                   | سيلفيو برلسكوني             | رئيس الوزرء |
| اليابان                                                                    | اليابان                   | تارو أسو                    | رئيس الوزرء |
| المكسيك                                                                    | المكسيك                   | فيليبي كالديرون             | الرئيس      |
| روسيا                                                                      | روسيا                     | دميتري ميدفيديف             | الرئيس      |
| السعودية                                                                   | السعودية                  | سلمان بن عبد العزيز آل سعود | الملك       |
| جنوب إفريقيا                                                               | جنوب أفريقيا              | كاليما موتلانتي             | الرئيس      |
| كوريا الجنوبية                                                             | كوريا الجنوبية            | إي ميونغ باك                | الرئيس      |
| تركيا                                                                      | تركيا                     | رجب طيب أردوغان             | رئيس الوزرء |
| المملكة المتحدة                                                            | المملكة المتحدة           | جوردون براون                | رئيس الوزرء |
| الولايات المتحدة                                                           | الولايات المتحدة          | جورج دبليو بوش              | الرئيس      |
| الاتحاد الأوروبي                                                           | المفوضية الأوروبية        | دوراو باروسو                | الرئيس      |
| الاتحاد الأوروبي                                                           | المجلس الأوروبي (هولندا)  | جان بيتر بالكنإنده          | رئيس الوزرء |
| الاتحاد الأوروبي                                                           | المجلس الأوروبي (إسبانيا) | خوسيه لويس ثباتيرو          | الرئيس      |